# Magyar vadkörte
A magyar vadkörte (Pyrus magyarica) a rózsafélék (Rosaceae) családjába és almaformák (Maloideae) alcsaládjába tartozó endemikus magyar faj. 1960-ban Terpó András fedezte fel az általa Pomáz felett, a Lajosforrás és a Kőhegy között gyűjtött herbáriumok között, pontos leírási helye nem ismert, mint ahogy típuspéldánya sem tekinthető meg magyar közgyűjteményben. Később Visegrád mellett is megtalálták, de egy útépítés során ez a néhány egyedből álló állomány megsemmisült. Ma ismert állományai a Pilis és a Visegrádi-hegység több pontján, a Szentendrei-szigeten és a Dél-Börzsönyben élnek, a közönséges vadkörtével alkotott hibridjeivel együtt.
Lassan növő, hosszabb életű növény. Kihalás szélén álló, fokozottan védett, az IUCN Vörös listán szereplő faj.

## Megjelenése
Cserje, vagy kis fa termetű, maximum 8-10 méteres magasságot ér el, magas, karcsú alakú, kevés elágazással. Vesszeje vékony, barna, tövisei erősek, apró rügyei szórt állásúak, fényesek, sötétbarnák.

### Levelek
A levelek szórt állásúak, tojásdadok vagy "orgonalevél" alakúak, lekerekített vagy enyhén íves vállúak, befelé hajlóan finoman fűrészfogasak, 2,5-4,5 cm hosszúságúak. A levelek fonákán nincsen viaszos bevonat, emiatt puha tapintásúak. A lombfakadás a virágzással egy időben áprilisban történik, a levelek ősszel sárgásra színeződnek.

### Virágok
Nagy, fehér virágai sátorozó fürtökben leveles rövidhajtásokon nyílnak.

### Termés
Almatermése csiga alakú, vagy gömbölyded, 15–22 mm átmérőjű. Fontos határozóbélyeg, hogy a termésen található paraléces gyűrűről a csésze lehull, helyét egy világos színű heggyűrű jelzi. A mag 4–6 mm hosszú, tojásdad, lapított, barnásfekete. A termés szeptember-októberben érik és hullik.

## Élőhelye
Félkultúr területekről, szegélycserjésekből ismert, erdei irtásokon, egykori legelőkön is megtalálhatók hibridjei, mész- és melegkedvelő cseres-kocsánytalan tölgyesekben ritkán ugyan, de ma is előfordul.

### Környezeti igényei
Meleg- és fényigényes, közepesen szárazságtűrő (xeromezofil), bár az aszályos nyár nagyon megviseli, ilyenkor levelei megbarnulnak, elszáradnak. A fiatal példányok mérsékelten árnyéktűrők, de a kifejlett egyedek nem tűrik az árnyékolást. A semleges kémhatású talajokat kedveli (neutrofil).

### Elterjedése
Dombvidékek és középhegységek délies kitettségű lejtőin él, kisebb csoportokban, főleg andeziten, kevésbé dachstein-mészkövön. Kizárólag Magyarországon előforduló endemikus faj. Első felfedezett példányai mára kipusztultak, jelenleg termőkorú példányai a Pilisben és a Visegrádi-hegységben már csak Pomáz és Pilisszentkereszt határában ismertek. Az utóbbi néhány évben a Dél-Börzsöny több pontján is felfedezték. Fiatal példányai a vadgyümölcsök erdőtisztítási munkák idején tiltott kivágása következtében az eltelt időszakban termőre fordultak, ezért valószínűleg a Magyar-középhegység más pontjain is előfordulhatnak. Egyes források szerint a Somogy vármegyei Lábodon is megtalálható.

## Védelme
Mivel nem kedveli az árnyékot, a fellelhető példányai körül a többi fát és cserjét ki kellene vágni, leszámítva az utódait. Lassan növő faj lévén nehezen veszi fel a versenyt más növényekkel.

## Külső hivatkozások
- Fénykép a fajról